# Chesterville (Ohio)

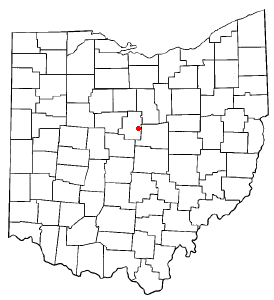
Chesterville na planie stanu Ohio

Chesterville – wieś w USA, w stanie Ohio, w hrabstwie Morrow.
Liczba mieszkańców w 2010 roku wynosiła 228, a w roku 2012 wynosiła 229.